# Монумент Бандейрас
Монумент Бандейрас (порт. Monumento às Bandeiras) — пам'ятник, який спроєктував скульптор Вітор Брешерет і який розташовано у місті Сан-Паулу, штат Сан-Паулу, Бразилія.
Спроєктований за часів Бразильської імперії, пам'ятник розташований перед Палацем 9 липня, місцем розташування Законодавчої Асамблеї, у парку Ібірапуера. Будівництво пам'ятника розпочали 1921 року, відкрито 1954 року.
Це гранітний скульптурний комплекс 50 м завдовжки та 16 м заввишки, що був присвячений століттю заснування міста наступного року. Пам'ятник присвячений діям бандейрантів, завойовників, що підкорили бразильському уряду різноманітні народи країни.

## Критика
Викликає критику багатьох правозахисників, оскільки прославляє колонізаторів, які знищували або брали в рабство корінне населення Бразилії.
Ведеться диспут про його знесення.

## Галерея

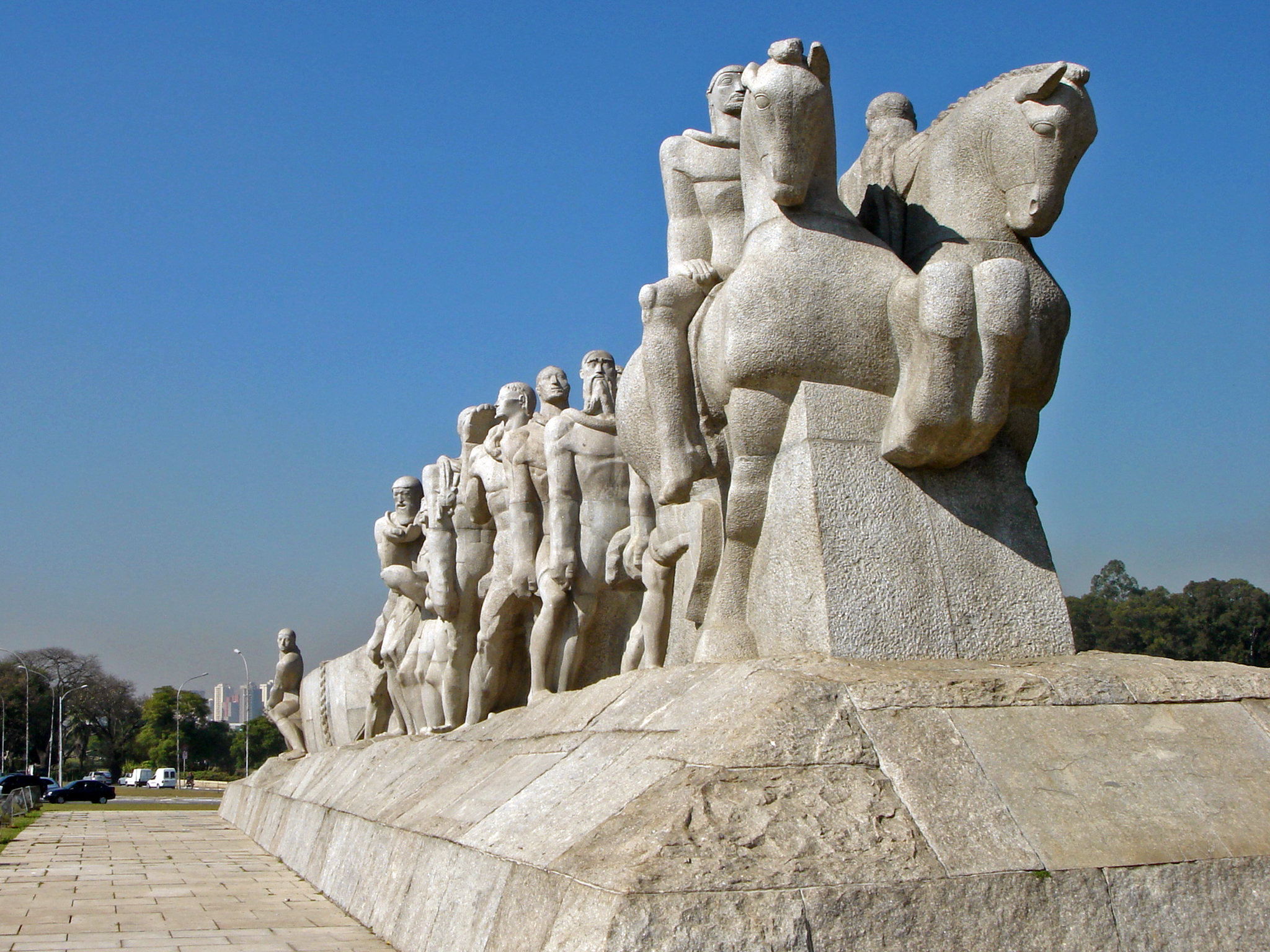
Монумент Бандейрас, Сан-Паулу, Бразилія
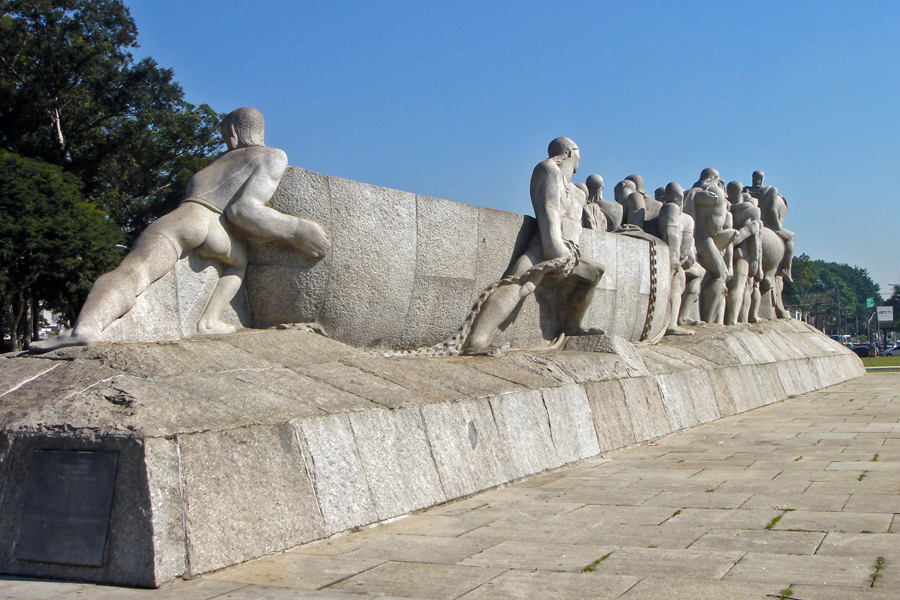
Монумент Бандейрас